# Babadag
Babadag – miasto w południowo-wschodniej Rumunii; w okręgu Tulcza.

## Położenie i ludność
Miasto położone jest nad jeziorem o tej samej nazwie, w północnej części Dobrudży, w pobliżu delty Dunaju. Liczy ok. 10 tys. mieszkańców - większość ludności miasta stanowią Rumuni (ok. 8,5 tys.), zamieszkuje tu jednak także liczna mniejszość turecka (ok. 1,3 tys.), a także Romowie i Lipowanie.

## Historia
Na terenie miasta znaleziono relikty osady obronnej z kręgu kultury halsztackiej, datowanej na XI–VII w. p.n.e. Obecny Babadag jest też utożsamiany ze znaną ze źródeł osadą Vicus Novus, wzmiankowaną pierwszy raz w 178, opuszczoną z powodu najazdów Awarów w VI w.
W drugiej połowie XIII w. w to miejsce licznych Turków sprowadził Baba Sary Saltuk. Według XVII-wiecznego przekazu nazwa miejscowości miała pochodzić od jego imienia i oznaczać "górę ojca". Babadag w XV w. stanowił ośrodek pozyskiwania soli z wód pobliskiego jeziora. W 1484 staraniem Bajazyda II rozpoczęto wznoszenie mauzoleum Baby Sary Saltuka. W 1587 miejscowy zamek został zniszczony przez Kozaków, a w kolejnych latach miasto dotykały kolejne najazdy. Z XVII i początku XVIII w. pochodzą wzmianki wskazujące na rosnące znaczenie miasta; w 1678 zostało siedzibą paszy. Babadag służył jako miejsce pobytu wojsk tureckich podczas wojen turecko-rosyjskich – w 1739 w Babadag stacjonowało dowództwo armii tureckiej, a w 1771 wojska tureckie spędziły tu zimę.
W 1878 na mocy traktatu z San Stefano miasto znalazło się w granicach Rumunii.

## Zabytki
W Babadag znajduje się cenny meczet Gazi Ali Paszy z 1609. Ponadto znajduje się tu mauzoleum Baby Sary Saltuka, a w pobliżu miasta wznosi się zamek Enisala.